# Stefano Meier
Stefano Meier Aguirre-Morales (Lima, 2 de enero de 1996) es un actor y compositor peruano, es reconocido principalmente por su papel de Doménico Rossi en la telenovela peruana Maricucha. Siendo el hijo de los actores Christian Meier y Marisol Aguirre, ha desarrollado casi la mayor parte de su carrera artística en los Estados Unidos.

## Primeros años
Stefano Meier Aguirre-Morales nació el 2 de enero de 1996 en la capital peruana Lima. Es el hijo mayor del cantante y actor Christian Meier, y de la actriz Marisol Aguirre, además de ser el sobrino de Celine Aguirre (también actriz) y nieto por vía paterna del político Antonio Meier, exalcalde del distrito de San Isidro, y de Gladys Zender, ganadora del certamen de belleza Miss Universo 1957.[cita requerida] Además Stefano es bisnieto por vía materna del reconocido escritor arequipeño Augusto Aguirre-Morales.
Meier realizó sus cursos escolares en el Colegio Villa Alarife y tras haberlos concluido, se mudó a los Estados Unidos para estudiar teatro en la Escuela de Cine de Nueva York y posteriormente, en el Stella Adler Academy.

## Trayectoria
Meier estuvo vinculado en el mundo artístico desde temprana edad, la cual ha sido invitado a diferentes programas. Además, participó en un comercial para la televisión peruana en el año 2016.
Comenzó su carrera artística a los 17 años, cuando debuta por primera vez como actor en el cortometraje estadounidense It's Get's Better en 2013.[cita requerida]
Tras haber participado en cortos papeles en películas y series, en el 2017 obtuvo por primera vez el protagónico de la película peruana Terminal, la cual Meier interpreta a Lucca, un chico que no tiene oficio. La cinta fue nominada en el London Independent Film Award como «Mejor cortometraje de crimen/ficción» ganando la categoría en el año 2020. Obtuvo el protagónico en la serie de televisión americana Evangeline como Drake.[cita requerida]
Además, protagonizó la película estadounidense 9 Minutes en el 2019 con su personaje de Jonathan, la cual compartió el rol con la actriz peruana Alejandra Villasante y participó en la serie mexicana Ana en el papel de «Bajo», la cual la trama fue estrenada para la plataforma Amazon Prime en el año 2022.
Tras estar varios años realizando su carrera actoral en los Estados Unidos, Meier regresó al Perú y se incluyó en el reparto de la telenovela cómica peruana Maricucha, donde interpretó a Doménico Rossi, quién sería el hijo de Raymundo Rossi, inicialmente como antagonista principal de la historia y al poco tiempo después, asume el coprotagónico en los capítulos restantes. Gracias a su desempeño en el drama, Meier fue nominado por los Premios Luces en la categoría de «Mejor actor de televisión» valiendo críticas del presentador de espectáculos Rodrigo González debido a que recién iniciaba en la actuación, aunque finalmente no llegó a ganar el premio.
Además, participó en el videoclip del tema musical «Deja vu», interpretado por su padre Christian Meier[cita requerida] y se incluye al reparto de la película peruana Mistura con su papel de Gerard Tapia en el año 2023, la cual compartió escena al lado de Bárbara Mori.
En el año 2024, protagoniza el musical Hombres a la plancha, conformando con los actores Juan Carlos Rey de Castro, Yaco Eskenazi, Marco Zunino y los cantantes Gino Assereto y Thony Valencia.

## Filmografía

### Televisión
| Año           | Título                                  | Rol            | Notas                  | Emisión                    | Ref.             |
| ------------- | --------------------------------------- | -------------- | ---------------------- | -------------------------- | ---------------- |
| 2025          | Eres mi bien                            | Ricardo        | Rol secundario         |                            |                  |
| 2025          | Nina de azúcar                          | Jordán         | Participación especial | América Televisión         |                  |
| 2024          | Esto es guerra                          | Él mismo       | Participante invitado  | América Televisión         | [cita requerida] |
| 2024-en pausa | Los otros Concha                        | Bernard        | Rol principal          | América Televisión         | [cita requerida] |
| 2022-2023     | Maricucha 2                             | Doménico Rossi | Rol coprotagónico      | América Televisión         | [ 8 ]            |
| 2022          | Ana                                     | Bajo           | Rol recurrente         | Streaming por Amazon Prime | [ 3 ]            |
| 2022          | John Sunshine's Lost Rock n' Roll Tapes | «Raffi»        | Rol recurrente         |                            | [cita requerida] |
| 2022          | Superficialy Deep                       | John           | Rol recurrente         |                            | [cita requerida] |
| 2019          | Evangeline                              | Drake          | Rol protagónico        |                            | [cita requerida] |

### Cine
| Año  | Título            | Rol          | Notas           | Ref.                |
| ---- | ----------------- | ------------ | --------------- | ------------------- |
| 2013 | The Distint       | Hank Logan   | Rol recurrente  | [cita requerida]    |
| 2014 | It's Get's Better | Jock #1      | Rol principal   | [ 3 ]               |
| 2014 | Coyotes           | Stefano      | Rol protagónico | [cita requerida]    |
| 2015 | Iris              | The Co-Star  | Rol principal   | [cita requerida]    |
| 2017 | Terminal          | Lucca        | Rol protagónico | [ 6 ]               |
| 2017 | Crime Cleanears   | Casey        | Rol principal   | [cita requerida]    |
| 2019 | 9 Minutes         | Jonathan     | Rol protagónico | [ 15 ] [ 16 ] [ 7 ] |
| 2021 | Melancolía        | Rubén        | Rol principal   | [cita requerida]    |
| 2024 | Mistura           | Gerard Tapia | Rol principal   | [ 17 ]              |

### Videoclips
| Año  | Título    | Rol      | Notas                                                     | Ref.             |
| ---- | --------- | -------- | --------------------------------------------------------- | ---------------- |
| 2022 | «Deja vu» | Él mismo | Participación especial (interpretado por Christian Meier) | [cita requerida] |

### Teatro
- Hombres a la plancha (2024), protagonista.[18]

## Premios y nominaciones
| Año  | Premios                              | Categoría                   | Trabajo   | Resultado | Ref.             |
| ---- | ------------------------------------ | --------------------------- | --------- | --------- | ---------------- |
| 2022 | Premios Luces de El Comercio         | «Mejor actor de televisión» | Maricucha | Nominado  | [ 10 ] [ 11 ]    |
| 2018 | Frosbite International Film Festival | «Mejor actor masculino»     | Terminal  | Ganador   | [cita requerida] |